# Comuna Troiițke, Peatîhatkî
Troiițke (în ucraineană Троїцьке) este o comună în raionul Peatîhatkî, regiunea Dnipropetrovsk, Ucraina, formată din satele Berezneak, Cervona Deriivka, Mîkolaiivka, Novotroiițke, Troiițke (reședința), Zelenîi Klîn și Zolotnîțke.

## Demografie
Componența lingvistică a satului Troiițke
     Ucraineană (96,22%)
     Rusă (2,6%)
     Alte limbi (0,87%)
Conform recensământului din 2001, majoritatea populației satului Troiițke era vorbitoare de ucraineană (96,22%), existând în minoritate și vorbitori de rusă (2,6%).